# Полянский (Ульяновская область)
Полянский — упразднённый посёлок в Кузоватовском районе Ульяновской области России. На момент упразднения входил в состав Томыловского сельского поселения. В 2002 году включен в состав посёлка Беркулейка.

## География
Посёлок находился на правом берегу реки Томыловка, в 0,5 км к югу от посёлка Беркулейка и в 14 км к юго-востоку от районного центра.

## История
Постановлением заксобрания Ульяновской области от 10.12.2002 г. № 066-ЗО посёлок Полянский включен в состав посёлка Беркулейка

## Население
В 1996 году в посёлке учтено 7 человек. По данным переписи 2002 года в поселке отсутствовало постоянное население.